# Kita, Nagoya
Kita (北区 Kita-ku) là quận thuộc thành phố Nagoya, tỉnh Aichi, Nhật Bản. Tính đến ngày 1 tháng 10 năm 2020, dân số ước tính của quận là 162.956 người và mật độ dân số là 9.300 người/km2. Tổng diện tích của quận là 17,53 km2.